# عبد الرحمن اللاحم
عبد الرحمن اللاحم محام، وناشط وكاتب سعودي. ، من مواليد محافظة الشماسية بمنطقة القصيم بالسعودية.

## النشأة والتعليم
متخرج من كلية الشريعة في جامعة الإمام محمد بن سعود الإسلامية بالقصيم عام 1997م. واصل دراسته في معهد الإدارة بالرياض وحصل على دبلوم دراسات الأنظمة وهو دبلوم متخصص في القانون لمدة سنتين وذلك عام 2001.
وهو متزوج ولديه ولد وبنت خالد - حصه. ويعد من الأشخاص الذين تغلبوا على الإعاقة حيث يعاني من إعاقة حركية لم تثنه عن عمله.

## العمل
عمل مديراً تنفيذياً لموقع محامو المملكة، وهي أول شبكة على الإنترنت تعنى بتوفير الوثائق القانونية المتعلقة بالسعودية، وأشرف على توثيق جريدة أم القرى - الجريدة الرسمية للمملكة - منذ صدورها وحتى عام 2003م تحت إشراف المحامي السعودي المعروف عبد الله بن محمد الناصري، ويعد أول عمل توثيقي للجريدة الرسمية السعودية.
- عمل بالمحاماة إلى جانب عمله في شبكة - المحامون العرب- ومثل الكثير من الشركات والأفراد في كافة القضايا.
- تفرغ بعد ذلك لمهنة المحاماة، واستقال من العمل الحكومي في ديوان المراقبة العامة، وأسس مكتبه الخاص بالرياض.
- مارس الكتابة المنتظمة في جريدة الوطن منذ عام 2001م. كتب في الكثير من المطبوعات المحلية والعربية وشارك في الكثير من البرامج التلفزيونية حول حقوق الإنسان والقضايا القانونية التي لها علاقة بالشأن الإصلاحي.
- أنشأ وحدة حقوقية داخل مكتبه لتقديم المعونة القضائية والقانونية لغير القادرين على دفع تكاليف أتعاب المحامين، وقد بدأت الوحدة بالتشغيل التجريبي في 1/4/2008م وتستهدف تقديم 1500 ساعة من الخدمات القانونية والقضائية خلال العام الواحد، وتقديم الاستشارات القانونية عبر شبكة الإنترنت والهاتف.

## السجن
- سُجن عام 2004 وأمضى تسعة أشهر في السجن الانفرادي في سجن الحائر بالرياض، لأسباب سياسية وخرج بعفو ملكي من الملك عبد الله بن عبد العزيز آل سعود.
- منع من السفر لمدة خمس سنوات ما بين عام 2004 إلى عام 2009.[3]

## القضايا
- تولى اللاحم العديد من قضايا الرأي العام ذات البعد الحقوقي مثل:
- قضية الإصلاحيين الثلاثة (الدكتور عبد الله الحامد والدكتور متروك الفالح والأستاذ علي الدميني).
- قضية الأستاذ محمد الحربي (الذي اتهم بالردة وحكم عليه بالسجن ثلاث سنوات والجلد 750 جلده) في محافظة البكيرية في منطقة القصيم.
- قضية الأستاذ رباح القويعي (المتهم بالردة) ونظرت القضية في منطقة حائل.
- قضية كفاءة النسب (فاطمة ومنصور) الذين حكم القضاء بإبطال زواجهما لسبب عدم التكافؤ بالنسب في منطقة الجوف.
- قضية فتاة القطيف (التي كانت ضحية اغتصاب جماعي من قبل سبعة مجرمين وحكم القضاء عليها بمائتي جلدة وسجن ستة أشهر) في محافظة القطيف شرق المملكة والتي حصلت على عفو من الملك عبد الله بعد حملة إعلامية دولية ناهضت الحكم.
- قضية أم فيصل ضد هيئة الأمر بالمعروف والنهي عن المنكر والتي تعد أول قضية في تاريخ القضاء السعودي ضد جهاز هيئة الأمر بالمعروف والنهي عن المنكر.
- قضية الأستاذ حسن بن فرحان المالكي والذي فصل من عمله في وزارة التربية والتعليم (وزارة التعليم حاليا) بسبب آرائه.
- قضية المعروفة إعلاميا ب (عجوز الشملي) وهي امرأة مسنة من الجنسية السورية حيث حكم عليها بالجلد والسجن والترحيل عن السعودية بسبب اتهامها بخلوة غير شرعية وذلك في محكمة مدينة الشملي (تبعد 200 كليو متر عن حائل).
- قضية «معضولة عنيزة»: حيث أصدرت محكمة الأحوال الشخصية ببريدة حكماً يمكن إحدى السيدات من الزواج بمعلم رفض أهلها تزويجه بحجة عزفه على آلة العود، وقد حكم في القضية لصالح السيدة بعد سبع سنوات من القضية التي تولاها اللاحم.[4]

## الجوائز
- رشح لجائزة الدفاع عن حرية التعبير لعام 2007 من قبل مؤسسة بندمان للقانون ومقرها لندن.
- منح جائزة الجمعية الأمريكية للمحامين (ABA) عام 2008.
- منح جائزة هيومن رايتس ووتش لحقوق الإنسان لعام 2008.[5]

## مقاضاته في 2020
في ديسمبر 2020 تم الحكم عليه بالسجن لمدة شهر وتغريمه 10 آلاف ريال وكتابة تغريدة إعتذار لـ«سامي الشيباني» ومن ثم إغلاق حسابه على تويتر، وذلك بعد اتهامه للشيباني بالعنصرية.